# 小行星16915
小行星16915（16915 Bredthauer）是一颗绕太阳运转的小行星，为主小行星带小行星。该小行星于1998年3月24日发现。

## 轨道参数
小行星16915的轨道半长轴为3.9464733 UA，离心率为0.151。